# X/Open Portability Guide
X/Open Portability Guide (XPG) je standard pro UNIXové systémy vydaný konsorciem X/Open. XPG je obecnější než POSIX.
Konzorcium X/Open vlastní ochrannou známku UNIX a XPG specifikuje požadavky na tyto systémy. Verze XPG3 a XPG4 (vydané v roce 1989 respektive 1992) definují všechny aspekty operačního systému, programovací jazyky a protokoly, které by vyhovující systémy měly mít.
Poslední verze XPG – X/Open Portability Guide Issue 4 (také známá jako Common Applications Environment Specification Issue 4 (CAE4)) byla vydána v červenci 1992 konsorciem The Open Group (původně X/Open). Standard Single UNIX Specification byl založen právě na XPG4.

## Kapitoly
Specifikace XPG4 obsahuje tyto kapitoly:
- System Interfaces and Headers (XSH), Issue 4, ISBN 1-872630-47-2, C202
- Commands and Utilities (XCU), Issue 4, ISBN 1-872630-48-0, C203
- System Interface Definitions (XBD), Issue 4, ISBN 1-872630-46-4, C204